# Stay Alive
Stay Alive (Jogo Mortal, no Brasil) é um filme de terror de 2006 dirigido por William Brent Bell e escrito por William Brent Bell e Matthew Petermnan. Esse filme foi produzido por McG, co-produzido pela Hollywood Pictures e lançado no dia 24 de Março de 2006 nos EUA. O filme foi classificado como PG-13 pela Motion Picture Association of America por conter cenas de terror, violência, linguagem obscena, apelo sexual e consumo de drogas.

## Sinopse
Um grupo de jovens começa a ficar intrigado com o jogo chamado Stay Alive. O jogo traz referência à Erzsébet Báthory (Elizabeth), uma condessa aristocrata húngara, conhecida como condessa sangrenta, que antigamente, matava moças virgens, para se banhar em seu sangue, e ter sua pele renovada.
No jogo, ela é a vilã, e quem morrer nas mãos dela no jogo morre da mesma forma na vida real.
Os jovens jogam o game, e quanto mais jogam, mais assassinatos acabam acontecendo.
Agora, o mistério que toma conta de tudo, pode ser a chave para a descoberta dos assassinatos.

## Elenco
- Jon Foster - Hutch
- Samaire Armstrong - Abigail
- Frankie Muniz - Swink
- Jimmi Simpson - Phineas
- Wendell Pierce - Detetive Thibodeaux
- Milo Ventimiglia - Loomis Crowley
- Sophia Bush - October
- Adam Goldberg - Miller Banks
- Billy Slaughter - Rex
- Nicole Oppermann - Sarah
- April Wood - Loretta
- Monica Monica - Mrs. Crowley
- Rio Hackford - Detetive King
- Billy Louviere - Fidget